# Simon Maginn
Simon Maginn (Wallasey, 1961) is een Britse schrijver van horror/thriller-boeken. Hij schreef de boeken:
- Sheep (1994)
  - Nederlandse vertaling: Zwarte schapen
- Virgins and Martyrs (1995)
  - Nederlandse vertaling: Maagden & martelaren
- A Sickness of the Soul (1995)
- Methods of Confinement (1996)

De film The Dark uit 2005 werd losjes gebaseerd op Sheep.
- Bibliothèque nationale de France: cb151047823 (data)
- International Standard Name Identifier: 0000 0001 1952 7396
- Library of Congress Control Number: no2011068359
- Nederlandse Thesaurus van Auteursnamen: 123771900
- Système universitaire de documentation: 117549789
- Virtual International Authority File: 92132554
- WorldCat: E39PBJqw3g8VBgK7d8WGtWJ7HC